# 사우디가젤

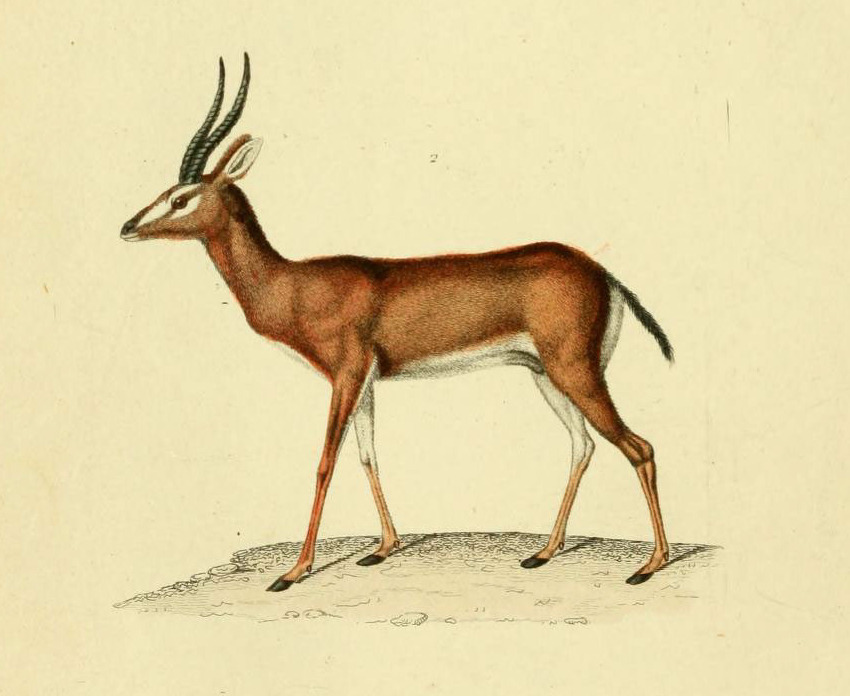

사우디 가젤(Saudi gazelle, Gazella saudiya)은 아라비아 반도에서 서식하였던 가젤 종이다. 1970년 야생에서 마지막으로 관찰되었기 때문에 1996년 야생에서 멸종된 것으로 선언되었다. 그리고 그 후, 사우디 가젤은 2008년 IUCN 적색 목록에서 공식적으로 멸종된 것으로 선언되었다.